# ギリシャ人の一覧
ギリシャ人の一覧（ギリシャじんのいちらん）は、古代から現代までの、ギリシャの出身者、在外のギリシア系、およびギリシャ語を母語とした人々の一覧。

## 伝説上の人物
- アガメムノン
- アキレウス
- オルペウス
- ダイダロス
- デウカリオン
- ヘラクレス
- ヘレーン

## 実在の人物

### 王侯貴族・皇帝・国王

#### 古代
- レオニダス（古代のスパルタ国王）
- ピリッポス1世（マケドニア王）
- アレクサンドロス3世（マケドニア王。アレキサンダー大王）
- セレウコス朝の諸王
- プトレマイオス朝の諸王

#### 中世
- 7世紀以降の東ローマ帝国皇帝の大半（東ローマ皇帝一覧参照）

#### 近現代
ヴィッテルスバッハ家
- オソン1世

グリュックスブルク家
- ゲオルギオス1世
- コンスタンティノス1世
- アレクサンドロス1世
- ゲオルギオス2世
- パウロス1世
- コンスタンティノス2世
- エディンバラ公フィリップ（イギリス女王エリザベス2世の夫）

### 教会
コンスタンディヌーポリ総主教
正教会の主教
- エウセビオス
- ミカエル・コニアテス
- ヨハンネス・ベッサリオン
- マカリオス3世
- アナスタシオス (アルバニア大主教)

### 政治家
- ソロン（古代アテナイの政治家、思想家）
- ペイシストラトス（古代アテナイの政治家、僭主）
- テミストクレス（古代アテナイの政治家、軍人。陶片追放に遭う）
- ペリクレス（古代アテナイ絶頂期の政治家）
- イオアニス・カポディストリアス（ギリシャ独立戦争時の大統領）
- エレフテリオス・ヴェニゼロス（20世紀前半の首相）
- ゲオルギオス・パパンドレウ（元首相）
- コンスタンディノス・カラマンリス（元首相、元大統領）
- アンドレアス・パパンドレウ（1980年代の首相）
- コスタス・カラマンリス（元首相、元ND党首）
- ゲオルギオス・アンドレアス・パパンドレウ（元外相、現PASOK党首）
- メリナ・メルクーリ(元文化相、女優)
- プロコピス・パヴロプロス(同国第8代大統領。弁護士であり法学者でもある)
- エヴァンゲロス・ヴェニゼロス（ギリシア語版、英語版）（元副首相・外務大臣)

### 実業家
- アリストテレス・オナシス - 海運業、航空業
- スタブロス・ニアルコス - 海運業、競走馬生産・馬主
- ソティリオ・ブルガリ（ブルガリス） - ブルガリ創業者。

### 数学者
- アルキメデス
- エウクレイデス

### 歴史家
- アッピアノス
- ヘラニコス
- ヘロドトス
- トゥキディデス
- プロコピオス（6世紀　ユスティニアヌス1世時代）
- ミカエル・プセルロス（11世紀）
- アンナ・コムネナ（12世紀　東ローマ皇帝アレクシオス1世の皇女）

### 哲学者
- アナクサゴラス
- アナクシマンドロス
- プラトン
- アリストテレス
- エピクロス
- ソクラテス
- タレス
- ディオゲネス・ラエルティオス
- デモクリトス
- ピタゴラス
- ヘラクレイトス
- ゼノン (エレア派)
- ゼノン (ストア派)

### 作家・詩人
- アイソポス
- アテナイオス
- アリストパネス
- アイスキュロス
- クセノポン
- ソポクレス
- パルラダス（ギリシア語版、英語版）
- ビュブロスのフィロン
- ホメロス
- ヘシオドス
- オデッセアス・エリティス
- コンスタンディノス・カヴァフィス
- ニコス・カザンザキス
- ヨルゴス・セフェリス
- タキ・テオドラコプロス

### 音楽関係

#### 作曲家
- ヤニス・クセナキス
- ミキス・テオドラキス
- マノス・ハジダキス
- ヴァンゲリス

#### 歌手
- マリア・カラス
- アグネス・バルツァ
- マリオ・フラングーリス
- ナナ・ムスクーリ
- ハリス・アレクシーウ
- ヴィッキー
- ヨルゴス・ダラーラス

#### 指揮者
- ディミトリ・ミトロプーロス

#### ギタリスト
- マリオス・イリオポウロス
- ガス・G

#### ドラマー
- ジョージ・コリアス（イェオルイオス・コリアス）

### 彫刻家・建築家・画家
- ペイディアス
- プラクシテレス
- ゼウクシス
- フェオファン・グレク（セオファニス）
- フォティス・コントグルー
- ヤニス・クネリス

### 映画監督
- テオ・アンゲロプロス
- コスタ＝ガヴラス
- ジョージ・P・コスマトス
- マイケル・カコヤニス

### スポーツ選手
- ダニエル・チオカ - 卓球
- イリアス・イリアディス - 柔道
- マイク・ザンビディス - キックボクシング
- ヤニス・アデトクンボ - バスケットボール

## 在外、ギリシア系
- オリアンティ・パナガリス　音楽家、ギリシャ系オーストラリア人
- マリオス・イリオポウロス (テッサロニキ出身。現在はスウェーデン在住)
- スティーブ・オンティベロス
- ケビン・ユーキリス　プロ野球選手、ギリシャ系アメリカ人
- ヘルベルト・フォン・ カラヤン（中世東ローマ帝国に仕えたカラヤンニス家の子孫。元はキリキア・アルメニア王国滅亡後に亡命したアルメニア人。東ローマ帝国滅亡後にオーストリアに亡命し貴族となった。）
- ジョージ・ステファノプロス
- マイケル・デュカキス　政治家、ギリシャ系アメリカ人
- ピート・サンプラス　テニス選手、ギリシャ系アメリカ人
- マーク・フィリプーシス　テニス選手、ギリシャ系オーストラリア人
- アレクサンダー・ペイン　映画俳優・監督、ギリシャ系アメリカ人
- ジョージ・チャキリス　映画俳優、ギリシャ系アメリカ人
- コンスタンティン・マロリウス　映画俳優、ギリシャ系アメリカ人
- マリア・メノウノス　映画俳優、ギリシャ系アメリカ人
- ヤニス・クセナキス　音楽家、ギリシャ系フランス人
- ジョン・バルベイトス　ファッションデザイナー、ギリシャ系アメリカ人
- トミー・リー　モトリー・クルーのドラマー、ギリシャ系アメリカ人
- ジョニー・オーティス　Ｒ＆Ｂミュージシャン、ギリシャ系アメリカ人
- スティーヴ・アンゲロ　ロックミュージシャン、ギリシャ系スウェーデン人
- ジョージ・マイケル　シンガーソングライター、ギリシャ系イギリス人
- ダイアン・コチラス　料理研究家、イカリアギリシャ系アメリカ人
- テッシー・コウゾウカス　モデル、実業家（Sabo Skirtの創業者）、ギリシャ系オーストラリア人
- イオタ・カラロウカ　モデル、実業家（Sabo Skirtの創業者）、ギリシャ系オーストラリア人
- ソフィア・アモルッソ　実業家、ギリシャ系アメリカ人
- アデル・エグザルコプロス　モデル、ギリシャ系フランス人
- モイーズ・チャプウェMoise Katumbi Chapwe　コンゴ共和国の政治家、ギリシャ系コンゴ人、ユダヤ系ギリシャ人、コンゴ人の混血